# Retorciendo palabras
«Retorciendo palabras» es una canción del grupo español Fangoria. Fue escrita por Ajo, Carlos Jean, Nacho Canut y Alaska, y producida por Fangoria y Jean. Fue publicada el 5 de abril de 2004 como el primer sencillo de su cuarto álbum de estudio, Arquitectura efímera.También apareció en su álbum recopilatorio de 2010, El paso trascendental del vodevil a la astracanada. 
Inicialmente, «Retorciendo palabras» fue una de las canciones seleccionadas para el proyecto colaborativo con el MUSAC, que consistió en la creación de varios videos musicales dirigidos por diferentes artistas, que se incluyeron en un DVD junto al álbum. 
Fangoria ha interpretado el tema en varios espectáculos en directo, incluyendo sus giras Arquitectura efímera tour y Operación vodevil. En el vídeo musical hecho para el sencillo fue protagonizado por Elsa Pataky y Pablo Rivero. Dirigido por Carles Congost, el vídeo empieza con Alaska vestida de Tormeta interpretando la canción. 

## Video musical
Dirigido por Carles Congost, fue rodado en parte en el restaurante Pink Pollo de Madrid y en un estudio. En él actúan, además de Fangoria, Elsa Pataky y Pablo Rivero. Por un lado hay secuencias de Alaska vestida como Tormenta (de X-Men) y Nacho como Charles Xavier. Por otro lado, salen Elsa y Pablo en el restaurante sentados. Los actores desconocidos son Tara Cuesta (contrariamente a lo que se piensa, una chica andrógina) y Matteo Cascini.

## Formatos
| CD-Maxi |                                                     |          |  |
| N.º     | Título                                              | Duración |  |
| 1.      | «Retorciendo palabras» (Versión álbum)              | 04:00    |  |
| 2.      | «Retorciendo palabras» (The Droyds Vocal Mix)       | 06:30    |  |
| 3.      | «Retorciendo palabras» (Les Germanetes Gilda Remix) | 06:21    |  |
| 4.      | «Retorciendo palabras» (Jean Extended Play)         | 05:40    |  |

| Vinilo 12" |                                                     |          |  |
| N.º        | Título                                              | Duración |  |
| 1.         | «Retorciendo palabras» (Versión álbum)              | 04:00    |  |
| 2.         | «Retorciendo palabras» (The Droyds Vocal Mix)       | 06:30    |  |
| 3.         | «Retorciendo palabras» (Les Germanetes Gilda Remix) | 06:21    |  |
| 4.         | «Retorciendo palabras» (Jean Extended Play)         | 05:40    |  |

## Posicionamiento en listas

### Semanales
| País (lista)        | Posición |
| ------------------- | -------- |
| España (Promusicae) | 1        |

## Historial de lanzamientos
| País   | Fecha                  | Formato     | Ref.  |
| ------ | ---------------------- | ----------- | ----- |
| España | 5 de abril de 2004     | CD sencillo | [ 1 ] |
| México | 2005                   | CD          | [ 1 ] |
| España | 3 de noviembre de 2023 | Vinilo 12"  | [ 1 ] |